# American Ghost Dance
American Ghost Dance è una canzone dei Red Hot Chili Peppers. Si tratta del secondo singolo estratto dal loro album in studio, Freaky Styley (1985).

## Descrizione
Fu pubblicata come singolo nel 1985, in sola promozione radiofonica.
Sulla versione rimasterizzata di Freaky Styley, la canzone è più lunga e non termina in dissolvenza come nel primo vinile. Invece il main riff di chitarra è suonato una seconda volta su note differenti, poco prima del finale.